# Paludirex
Paludirex (nombre que significa "rey del pantano") es un género extinto de crocodiliano mekosuquino que vivió durante el Plioceno y Pleistoceno de Australia. Los restos de este animal se han encontrado en el lagerstätte de Riversleigh en el noroeste de Queensland. Era un cocodrilo de tamaño mediano, que se estima llegaba a alcanzar más de 4 metros de longitud. Tenía dientes grandes y cónicos con bordes aserrados y un hocico extremadamente ancho, rasgos que probablemente le permitían especializarse en emboscar presas en aguas someras.
Se conocen dos especies: la especie tipo Paludirex vincenti, nombrada por Jorgo Ristevski y colaboradores en 2020, y P. gracilis, originalmente nombrada por Paul Willis y Ralph Molnar en 1997 y transferida al género por Ristevski y colaboradores. Ambas fueron clasificadas originalmente en el género Pallimnarchus (que significa "gobernante de todos los pantanos"), nombrado por Charles Walter De Vis en 1886 con base en material fragmentario descubierto alrededor de 1860 que estaba mineralizado por la apatita y pertenecía a múltiples especies. Aunque parte de este material fue seleccionado posteriormente como el lectotipo, mucho de este se ha perdido, y Ristevski y colaboradores consideraron que carecía de rasgos distintivos. Ellos declararon que Pallimnarchus y su especie tipo Pallimnarchus pollens son nombres dudosos; Paludirex vincenti se basa en un cráneo más completo que mide 65 centímetros de largo, el "espécimen de Geoff Vincent", el cual se había asignado anteriormente a P. pollens. La especie fue nombrada por Geoff Vincent, quien realizó el descubrimiento original del  espécimen en Chinchilla (Queensland).